# Intraklast
Intraklast (endoklast) – detrytyczny element skały osadowej, będący fragmentem skonsolidowanego osadu oderwanego od dna, przemieszczonego i zdeponowanego w obrębie tego samego zbiornika sedymentacyjnego.